# Wikipedia tiếng Amharic
Wikipedia tiếng Amharic là phiên bản tiếng Amharic của Wikipedia, được điều hành bởi Wikimedia Foundation. Nó được thành lập vào tháng 12, năm 2002; đến ngày 20 tháng 11, năm 2008, nó có 3 244 bài viết, khiến nó thành phiên bản Wikipedia lớn thứ 115 theo số lượng bài viết. Nó cũng là phiên bản ngôn ngữ trong lớp ngôn ngữ Nam Semitic có hơn 1 000 bài viết.